# Marumba tigrina
Espèce
Marumba tigrina est une espèce de lépidoptères appartenant à la famille des Sphingidae, à la sous-famille des Smerinthinae, à la tribu des Smerinthini et du genre Marumba.

## Distribution
Sud-est asiatique tout particulièrement en Indonésie : Sumatra, Java et Borneo.

## Systématique
L'espèce Marumba tigrina a été décrite par l'entomologiste Bruno Gehlen en 1936.